# Réseau Ceux de la Manipule
Das Réseau Ceux de la Manipule war ein französisches Widerstandsnetzwerk im Widerstand gegen den Nationalsozialismus und war ein Aktionsdienst bzw. Geheimdienst und eng mit dem Ceux de la Résistance verbunden.

## Geschichte
Es wurde im März 1943 gegründet. Das Réseau hatte drei Untergrundnetzwerke. Sie hießen RR, 57 und Max. Dem Netzwerk gehörten ca. 600 Agenten an. Ca 200 der Agenten waren von Verhaftungen, Deportationen und Todesfällen betroffen. Die Leitung des Reseau hatten aufeinanderfolgend Jacques Lecompte-Boinet, Robert Reyl, Pierre Mabille, Pierre Arrighi, Michel Bedel. Irgendwann waren wohl auch Jean de Vogüé, Jean Roquigny Leiter des Geheimdienstes bzw. Mitglieder des Führungskreises. Andere Mitglieder/Persönlichkeiten des Réseau Manipule waren Bernard Quentin und Marie Martin-Sane. Auch andere Widerstandsbewegungen hatten ihre eigenen Geheimdienste. Die Organisation Civile et Militaire (OCM) nutzte zum Beispiel das Réseau Centurie.